# Beljanica
Beljanica is een berg in Homolje (Oost-Servië), gelegen nabij de plaats Žagubica. De top van de berg bevindt zich 1339 meter boven zeeniveau.